# 横川吸虫

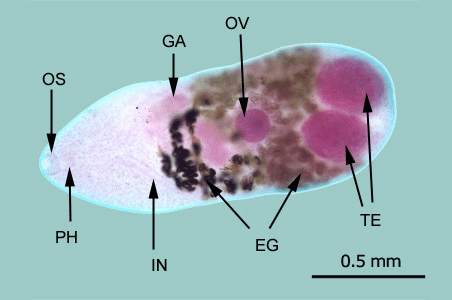
横川吸虫(成虫)の部位

横川吸虫（よこがわきゅうちゅう、学名：Metagonimus yokogawai）は、扁形動物門吸虫綱二生吸虫亜綱後睾吸虫目異形吸虫科に属する動物。小腸に寄生する人体寄生虫の1種。和名は台湾のアユからはじめてこの寄生虫を検出した医学者横川定にちなむ。
成虫の体長は1-1.5mmでほぼ楕円形で、雌雄同体である。

## 分布
極東に広く分布するが、日本では近年減少傾向にある。しかし日本において依然として感染報告者数第2位の寄生虫である（第1位はアニサキス、第3位は広節裂頭条虫）。
下に示すようにアユやシラウオといった淡水魚が中間宿主となるため、アユ漁の盛んな島根県高津川流域やシラウオ漁の盛んな茨城県霞ヶ浦周辺の住民に感染がみられた。

## 生活史
ヒトの糞便中に産み落とされた虫卵は、既に中にミラキジウム（ミラシジウム）幼生が孵化寸前の状態にまで発育している。虫卵は水中や土壌中といった外界では孵化せず、第1中間宿主となる淡水産の巻貝カワニナに食べられると、その体内で孵化する。
ミラキジウム幼生はカワニナの体内で変態し、口のないスポロキスト（スポロシスト）幼生になる。スポロキスト幼生の体内は未分化な胚細胞で満たされており、これが分裂して胚に分化し、大きな口を持ったレジア幼生となる。スポロキスト幼生の体表を破ってカワニナの体内に脱出したレジア幼生がこの大きな口で活発に宿主の体組織や競争者となるカワニナ体内の他の寄生虫幼生を摂食して成長すると、この体内にもやはり未分化な胚細胞が生じ、これが分裂、胚に分化し、成虫を小型にして遊泳のための尾をつけたような形態のケルカリア（セルカリア）幼生となる。
レジア幼生の体内で発育を完了したケルカリア幼生はレジア幼生の体表を破ってカワニナの体内に、さらにカワニナの体表を破って水中に遊出し、第2中間宿主の淡水魚に体表から進入する。淡水魚の体内に侵入したケルカリア幼生は鱗の下（アユなど）や筋肉内（シラウオ）で遊泳のための尾を失い、被嚢を分泌してこれにくるまれ、感染型幼生であるメタケルカリア（メタセルカリア）幼生に変態し、これをヒトなどが食べると、小腸に感染して成虫にまで成長する。

## 宿主
- 第1中間宿主：カワニナ
- 第2中間宿主：アユ、シラウオ、ウグイ、フナ、コイなどの淡水魚
- 終宿主：ヒト、イヌ、ネコ、ブタ、ネズミ類、サギ類、カワウ、トビなど魚食性、あるいは淡水魚を食べる哺乳類や鳥類

## 症状
少数感染の場合、ほとんど自覚症状がない人が大半だと言われているが、多少下痢が多くなる程度なので、自覚症状の存在を強く意識していないだけであるとの見方もある。多数感染の場合は腹痛や下痢などの症状をはっきりと示すことが多くなり、慢性カタル性腸炎の原因になるといわれる。さらに、小腸の絨毛の間に侵入することが慢性炎症につながるとする説もある。

## 予防
中間宿主となるアユやシラウオなどを加熱せずに食べないことが第一であるが、アユの背越し（背越し作りの刺身）やシラウオの握り寿司などは広く認知された伝統料理でもあり、少数感染では深刻な症状を起こすことが稀で、成虫の寿命も短いため、特に真剣に感染予防の措置がとられていないのが現状である。非加熱のアユやシラウオを食べないように心がけていても、焼きすぎて味覚を損なわないように調理されたアユの塩焼きの体内で、生焼け状態の組織に少数のメタケルカリア幼生が生存していたり、アユを調理したまな板に、脱落した鱗などからメタケルカリア幼生が付着して、ここを介して他の食材に付着して感染源となることが報告されている。
近年では、生シラウオが鮮度を保った状態で流通するため感染者数が増加している。

## 治療法
横川吸虫症の治療には早朝空腹時にプラジカンテルを投与し、約2時間後に下剤を与えて排泄を促すのが駆虫に有効である。